# فريد عباس
فريد عباس، من مواليد تونس، رجل أعمال وشخصية كرة قدم تونسية.

## سيرة

### رجل أعمال
فريد عباس خريج علوم سياسية من كلية الخدمة الخارجية (جامعة جورج تاون) وخريج اقتصاد من جامعة كورنيل. رجل أعمال نشط في العديد من القطاعات، مثل تجميع الشاحنات، الحافلات، التسلح البحري، استكشاف وتوزيع المنتجات البترولية وكذلك الأعمال الفندقية، هو الرئيس التنفيذي لشركة Setcar - بقيمة مبيعات تبلغ 425 مليون دينار وأكثر من 1500 موظف - ومسؤول ونائب رئيس مجلس إدارة البنك العربي لتونس.
أعلن في أبريل 2011، أمام رئيس الوزراء، تبرعا بقيمة مليون دينار لإنشاء النوادي الاستثمارية التي تهدف إلى دعم المبادرات من قبل المستثمرين الصغار في المناطق الداخلية للبلاد. في عام 2013، أسس جوليت مارين تانكرز (Gouletter Marine Tankers)، ثالث شركات الشحن التابعة له بعد قابس البحرية وناقلات المواد الكيميائية البحرية.

### رئيس النادي الأفريقي
ترأس النادي الأفريقي في 1990 - 1991 و 2000 - 2002. خلال فترة ولايته، فاز النادي الرياضي ببطولة الرابطة التونسية المحترفة الأولى لكرة القدم، كأس تونس لكرة القدم، كأس تونس لكرة السلة للرجال، بطولة الدوري التونسي لكرة اليد للرجال في ثلاث مناسبات، كأس تونس لكرة اليد للرجال، كأس تونس لكرة اليد للنساء، كأس إفريقيا للأندية الفائزة بالكؤوس لكرة اليد، بطولة تونس للكرة الطائرة للرجال مرتين، كأس تونس للكرة الطائرة للرجال مرتين، بطولة تونس للكرة الطائرة للسيدات مرتين، كأس تونس للكرة الطائرة للسيدات مرتين والبطولة الإفريقية للأندية البطلة للكرة الطائرة رجال.
في عام 2001، أُجبر على إعلان حل قسم الكرة الطائرة وكرة اليد للسيدات بسبب الأزمة المالية للنادي. في عام 2011، رشح نفسه ضد جمال العتروس بمناسبة انتخاب إدارة النادي. في عام 2016، أعرب عن استعداده لتولي سليم الرياحي على رأس النادي.

### مواقف سياسية
القنصل الفخري العام لأيسلندا في تونس، في عام 2014 ترأس لجنة دعم ترشيح الباجي قائد السبسي لرئاسة الجمهورية التونسية. في عام 2017، نفى معلومات بشأن عضويته في نداء تونس.